# Nueva Colonia la Campana
Nueva Colonia la Campana är en ort i Mexiko.   Den ligger i kommunen El Marqués och delstaten Querétaro Arteaga, i den centrala delen av landet, 180 km nordväst om huvudstaden Mexico City. Nueva Colonia la Campana ligger 1 900 meter över havet och antalet invånare är 109.
Terrängen runt Nueva Colonia la Campana är platt åt nordost, men åt sydväst är den kuperad. Runt Nueva Colonia la Campana är det ganska tätbefolkat, med 149 invånare per kvadratkilometer. Närmaste större samhälle är Santiago de Querétaro, 11,5 km väster om Nueva Colonia la Campana. Omgivningarna runt Nueva Colonia la Campana är en mosaik av jordbruksmark och naturlig växtlighet.